# 鴨籮春
鴨籮膥或鴨籮春（英語：Ap Lo Chun），是香港一個無人島，地區行政上屬於北區，位於鴨洲以西，細鴨洲以東，鴨洲海內。它是鴨洲的附屬島嶼之一，其名字的粵語意思為「位於鴨屁股的蛋」。
在香港的官方地圖中，鴨籮膥的「膥」字以「春」字通假，中文名寫為「鴨籮春」。
鴨籮膥上無人居住。